# Задоя, Николай Кузьмич
Николай Кузьмич Задоя (укр. Микола Кузьмич Задоя; Днепродзержинск, Днепропетровская область, Украинская ССР, СССР) — советский и украинский партийный и государственный деятель. Депутат Верховного Совета Украинской ССР XI созыва. Член Ревизионной комиссии КП Украины (1981—1986). Член ЦК КП Украины (1986—1991). Член ЦК КПСС (1990—1991). Народный депутат СССР (1989—1991).

## Биография
Родился 12 июня 1938 года в городе Днепродзержинск.
Трудовую деятельность начал в 1956 году токарем, вальцовщиком на Днепровском металлургическом заводе имени Дзержинского в городе Днепродзержинске.
В 1961 году вступил в КПСС.
В 1965 году окончил Днепродзержинский металлургический завод-втуз (Высшее техническое училище при заводе).
В 1965—1966 годах — помощник директора по культурно-воспитательной работе Днепродзержинского городского профессионально-технического училища № 22.
В 1966—1969 годах — инструктор, заместитель заведующего отделом Днепродзержинского городского комитета КПУ Днепропетровской области. В 1969—1972 годах — инструктор Днепропетровского областного комитета КПУ.
В 1972—1973 годах — второй секретарь Баглейского районного комитета КПУ города Днепродзержинска Днепропетровской области. В 1973—1981 годах — второй секретарь Днепродзержинского городского комитета КПУ Днепропетровской области.
В 1981—1983 годах — председатель исполнительного комитета Днепродзержинского городского совета депутатов трудящихся.
В 1983—1985 годах — первый секретарь Днепродзержинского городского комитета КПУ Днепропетровской области.
В январе 1985 — декабре 1988 года — второй секретарь Днепропетровского областного комитета КПУ.
В декабре 1988 — августе 1990 года — первый секретарь Днепропетровского областного комитета КПУ.
В апреле 1990 — 5 марта 1992 года — председатель Днепропетровского областного совета народных депутатов.
29 января 1991 — 5 марта 1992 года — одновременно председатель исполнительного комитета Днепропетровского областного совета народных депутатов.
С 1992 года на пенсии. Занимался предпринимательской деятельностью. В 1992—1998 годах — начальник Днепропетровского областного управления Пенсионного фонда Украины.

## Награды
- ордена;
- медали.